# Etlingera fulgens
Espèce
Etlingera fulgens est une espèce végétale de la famille des Zingiberaceae.